# Nationale fietsroutes van Noorwegen

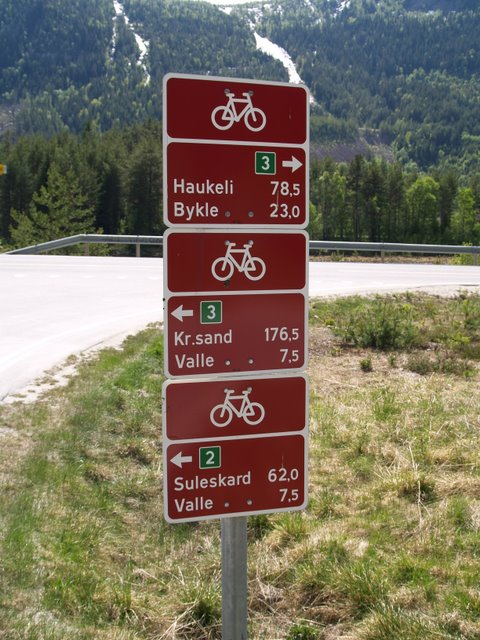
Nasjonale sykkelruter

De nationale fietsroutes van Noorwegen (Noors: Nasjonale sykkelruter) zijn een netwerk van negen fietsroutes in Noorwegen. Alle fietsroutes zijn bewegwijzerd in twee richtingen.
De fietsroutes doorkruisen het land en zijn genummerd. Een nationale fietsroute is te herkennen aan een nummer in een groen vakje op de fietsbebording. 
- 1. De Kustroute (Noors: Kystruta)
- 2. De Kanaalroute (Noors: Kanalruta)
- 3. Fjorden en Bergen (Noors: Fjord og fjell)
- 4. Rallarvegen
- 5. De Numedalroute (Noors: Numedalsruta)
- 6. De Sognefjellroute (Noors: Sognefjellsvegen)
- 7. De Pelgrimsroute (Noors: Pilegrimsruta)
- 9. De Wildernisroute (Noors: Villmarksruta)
- 10. Noordkaap tot Lindesnes (Noors: Nordkapp til Lindesnes)